# TW Piscis Austrini
« Fomalhaut B » redirige ici.  Pour la planète, voir Fomalhaut b.
Désignations
TW Piscis Austrini, aussi nommée Fomalhaut B, est une étoile située à ∼ 24,8 a.l. (∼ 7,6 pc) de la Terre dans la constellation du Poisson austral. C'est une naine orange de type spectral K4 Ve. Sa masse est d'environ 81 % de celle du Soleil et sa luminosité de 12 %.
Cette étoile est une variable de type BY Draconis, sa magnitude apparente varie entre 6,44 et 6,49 sur une période de 10 jours.
La proximité de TW Piscis Austrini avec Fomalhaut a été rapportée pour la première fois par Thomas Jefferson Jackson See en 1897.